# Оносма жёсткая
Оно́сма жёсткая, или Оно́сма твёрдая (лат. Onosma rigidum) — вид цветковых растений рода Оносма (Onosma) семейства Бурачниковые (Boraginaceae). Некоторые источники не выделяют этот вид.

## Ботаническое описание
Многолетнее травянистое корневищное растение 15—30 см высотой, сероватое от жёсткого на ощупь опушения (отсюда название). Крупные щетинки сидят на бугорках, покрытых звёздчатыми волосками. Цветки бледно-жёлтые, мелкие (1,5—2 см длиной), значительно длиннее чашелистиков.

## Хозяйственное значение и применение
Используется в качестве садового декоративного растения. В народе это растение именуют «румянка» и «бабьи румяна», поскольку до появления настоящей косметики женщины получали румяна из его корневищ.